# Trisetipsylla
Trisetipsylla är ett släkte av insekter. Trisetipsylla ingår i familjen rundbladloppor.
Kladogram enligt Catalogue of Life:
| Trisetipsylla | \| \| Trisetipsylla bengalinsis \| \| \| \| \| \| Trisetipsylla sinica \| \| \| \| |
|               | \| \| Trisetipsylla bengalinsis \| \| \| \| \| \| Trisetipsylla sinica \| \| \| \| |
|               | Trisetipsylla bengalinsis                                                          |
|               |                                                                                    |
|               | Trisetipsylla sinica                                                               |
|               |                                                                                    |